# Marc Baron
Pour les articles homonymes, voir Baron.
 (juin 2024).
Si vous disposez d'ouvrages ou d'articles de référence ou si vous connaissez des sites web de qualité traitant du thème abordé ici, merci de compléter l'article en donnant les références utiles à sa vérifiabilité et en les liant à la section « Notes et références ».
Marc Baron est un poète né le 3 octobre 1946 à Valence (Drôme).

## Biographie
Ses premiers poèmes ont paru dans la NRF en 1975.
Certains de ses poèmes ont été traduits en allemand, anglais, arabe, espagnol, finnois, portugais et roumain[réf. nécessaire].
Dans la préface de l'ouvrage de Marc Baron Dans le chemin qui s'ouvre paru en 2015, Gilles Baudry déclare : Lire Marc Baron, c'est comme écouter une source qui éveillerait en chacun cette "mélodie des choses" évoquée par Rilke, ce battement secret du cœur. Du cœur du monde.

## Œuvres
- Le piano dans le jardin, roman, éditions Bulles de savon, 2015
- Dans le chemin qui s'ouvre, préface de Gilles Baudry, Vagamundo, 2015
- Je vous aime, illustrations de Anna Obon, éditions Bulles de savon, 2014
- Fougères l'ouvrière, photographies de Gérard Fourel, La Sirène, 2013
- Un Enfant comme un autre, illustrations de Maïté Laboudigue, Couleur livres, 2012
- Petits poèmes en rang par trois, illustrations de Zaü, éditions Bulles de savon, 2012
- Ma page blanche, mon amour, La Part Commune, 2011
- Poèmes sous la lampe, L'Harmattan, 2010
- Tant de neige sur mon pays, illustrations de Michel Boucher, Pluie d'étoiles éditions, 2008
- Un amour d'enfance, collectif, Bayard Jeunesse, 2007
- Donne-moi de l'eau pure, note liminaire de Charles Juliet, La Part Commune, 2005
- Un fleuve passe sous ton atelier, Marc Baron interprète Jean-Pierre Waeckel ; photographies, Gérard Fourel, H. des Abbayes, 2005
- Cours vite, Salomé !, roman, Illustrations de Jérôme Brasseur, Magnard-jeunesse, 2004
- Comme un soleil entre deux pluies, illustrations de Christine janvier, Pluie d'étoiles éditions, 2003
- Les Amants du fragile, préface de Gilles Baudry, L'Harmattan, 2002
- Désir nomade, photographies de Georges Dussaud, éditions Dana, 1999
- Variations sur le chant intérieur, préface de Jean Joubert, L'Harmattan, 1998
- Comme un amant va vers le feu, Hors jeu éditions, 1998
- Les éblouis, Encres vives, 1998
- Couleurs au cœur de Fougères, aquarelles de Paul Tréhet, éd. Jean-Marie Pierre, 1995
- A la nuit tombante, Filigranes éditions, 1995
- De l'amour purifié, L'Arbre à Paroles, 1995
- Le devoir de splendeur, Le Dossen, 1991
- Cantate du grand repos pour Candido Ramos Ingelmo, Saint Germain des Prés, 1985, Grand Prix des Écrivains Bretons 1986
- Le feu a les voyelles de l’eau, St-Germain-des-Prés, 1982, Prix Sivet de l’Académie française en 1983
- Que la transparence nous vienne, Chambelland, 1975, Prix Capuran de l'Académie française en 1977
- Fil des jours, fil d'amour, Gallimard, 1975

## Pour approfondir